# Grifo de cierre

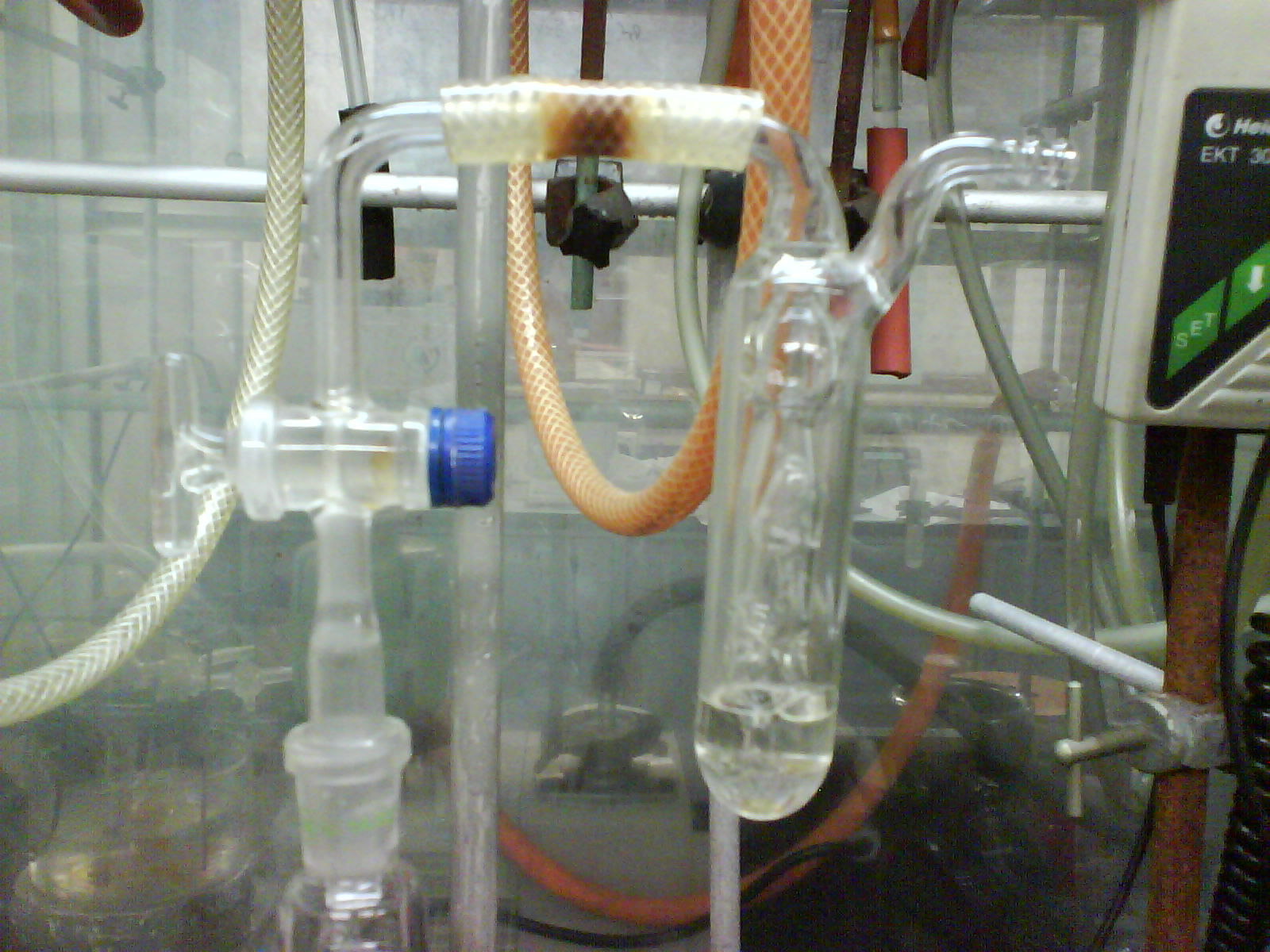
Una llave de paso en posición abierta, conectada a un burbujeador de aceite mediante un manguito de goma corto

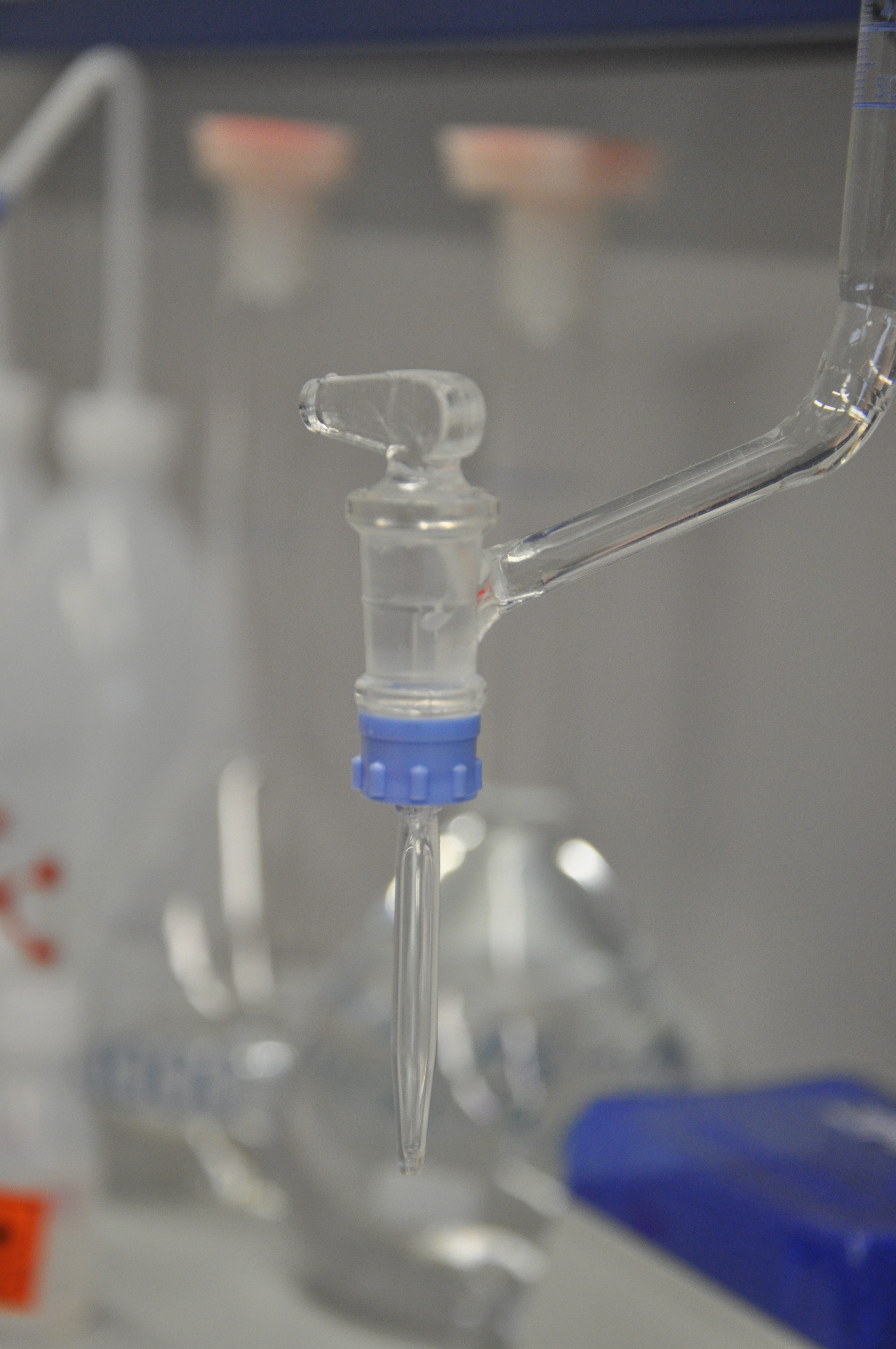
Grifo de cierre de una bureta

Una llave de paso o grifo de cierre está presente en algunos elementos de vidrio de laboratorio, como las buretas, desecadores al vacíoes, embudos de decantación, líneas de Schlenk, etc. Estos elementos tienen a veces válvulas de corte con inserciones cónica-cónica llamadas llaves de paso cuya misión es restringir o cortar por completo el paso de un fluido (líquido o gas) a través de una conducción o tubería. 

## Estructura y clases
Los cuerpos de las válvulas son generalmente de vidrio, mientras que las piezas que cierran o cortan el paso del líquido son de vidrio o teflón. Cuando la pieza interior de cierre es de cristal, el mango que permite manipularlo y la propia pieza de cierre se funden en una sola pieza de vidrio. Cuando el cuerpo de la válvula y el cierre se hacen de vidrio, se utiliza generalmente algo de grasa para conseguir un buen sellado, así como para evitar que las dos piezas de la llave de paso se empotren o agarroten y prevenir su rotura al intentar despegarlas posteriormente.

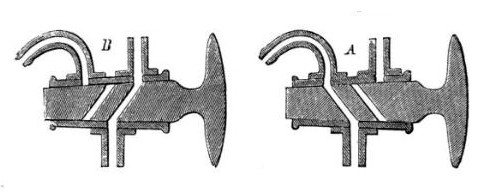
Llave de paso de tres vías mostrando su estructura interna y como en las dos posiciones mostradas establece las dos conexiones posibles entre las tres vías

## Llaves de paso de tres vías
Existen algunas llaves de paso especiales, tales como un diseño doble oblicuo utilizado en las líneas de Schlenk que permiten la aplicación de gas inerte y de vacío, controlando ambas con la misma llave de paso.
Las llaves de Winkler Clemens poseen tres vías y admiten dos posibles conexiones: En el dibujo  mostrado se observa como se puede conectar:
- la vía superior curva con la vía inferior (A; derecha), o bien,
- la vía superior recta con la vía inferior (B: izquierda).

Una posición intermedia mantendría cerrada la llave e impediría la circulación de líquido o gas.

## Galería
En las siguientes fotografías, se observan llaves de paso o grifos de cierre correspondientes a varios elementos de vidrio comunes en un laboratorio.

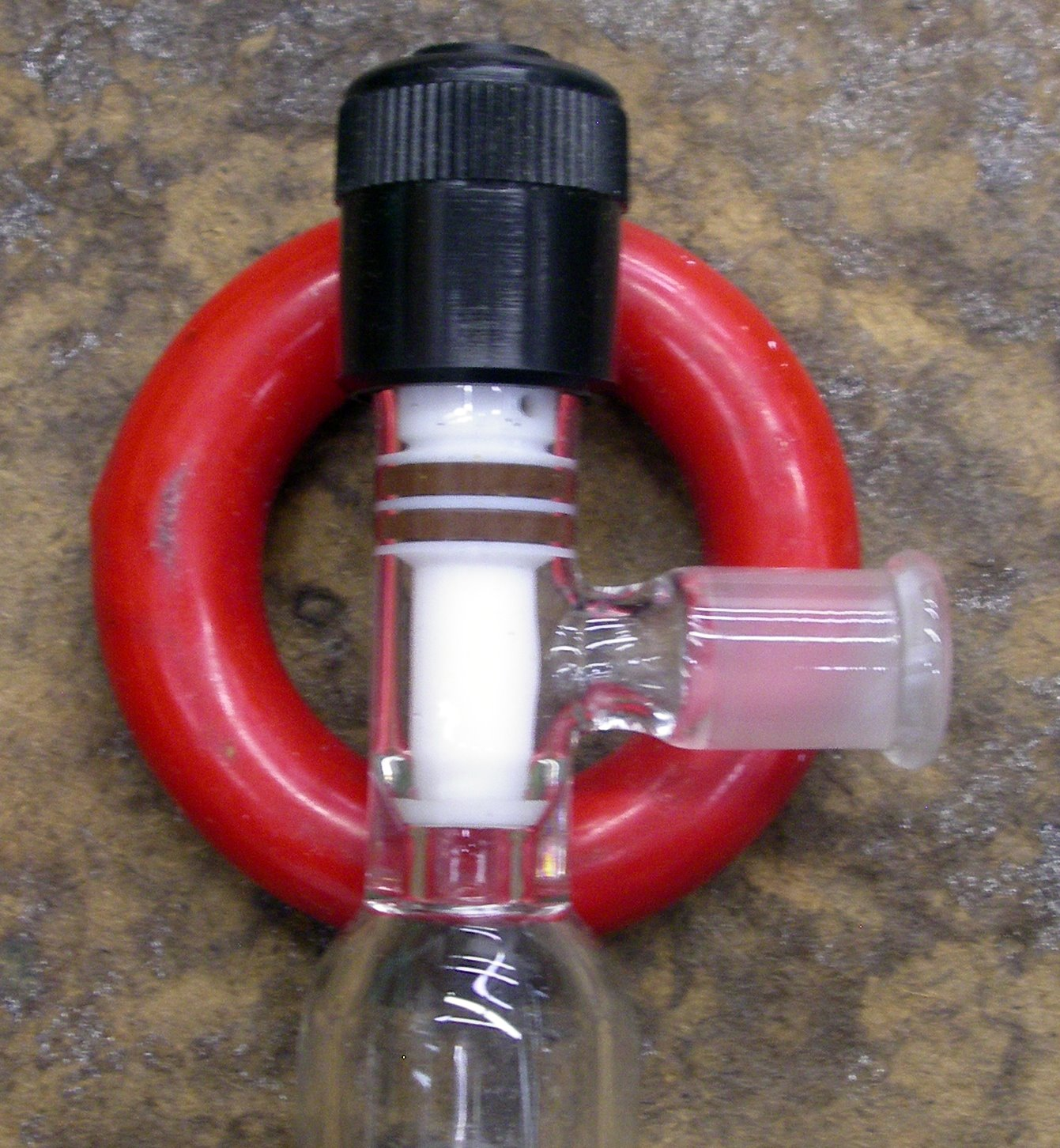
Grifo de cierre con el cuerpo de vidrio y el cierre de teflón y plástico
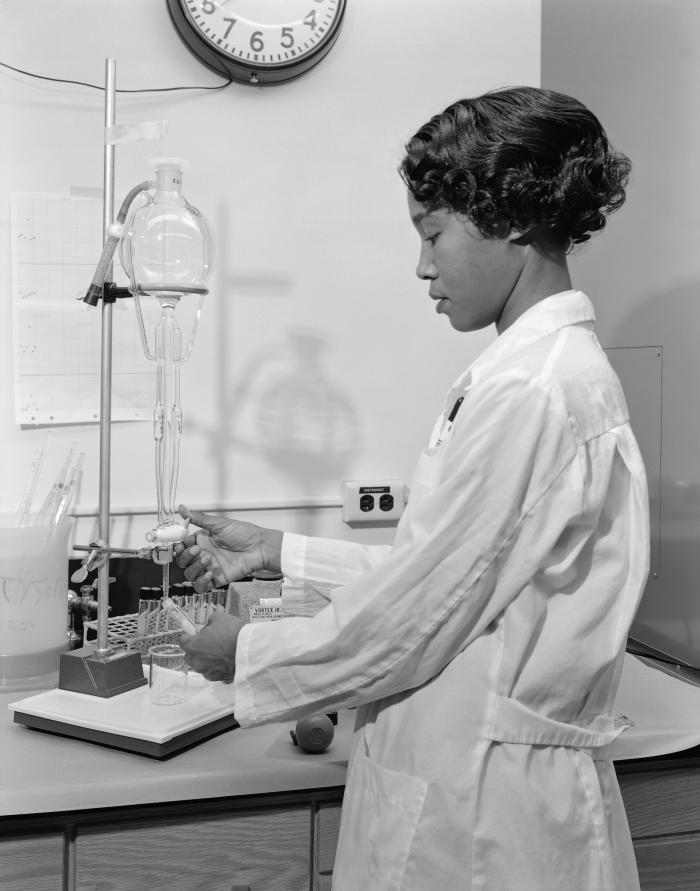
Operador de laboratorio manipulando el grifo de cierre de un embudo de decantación modificado.
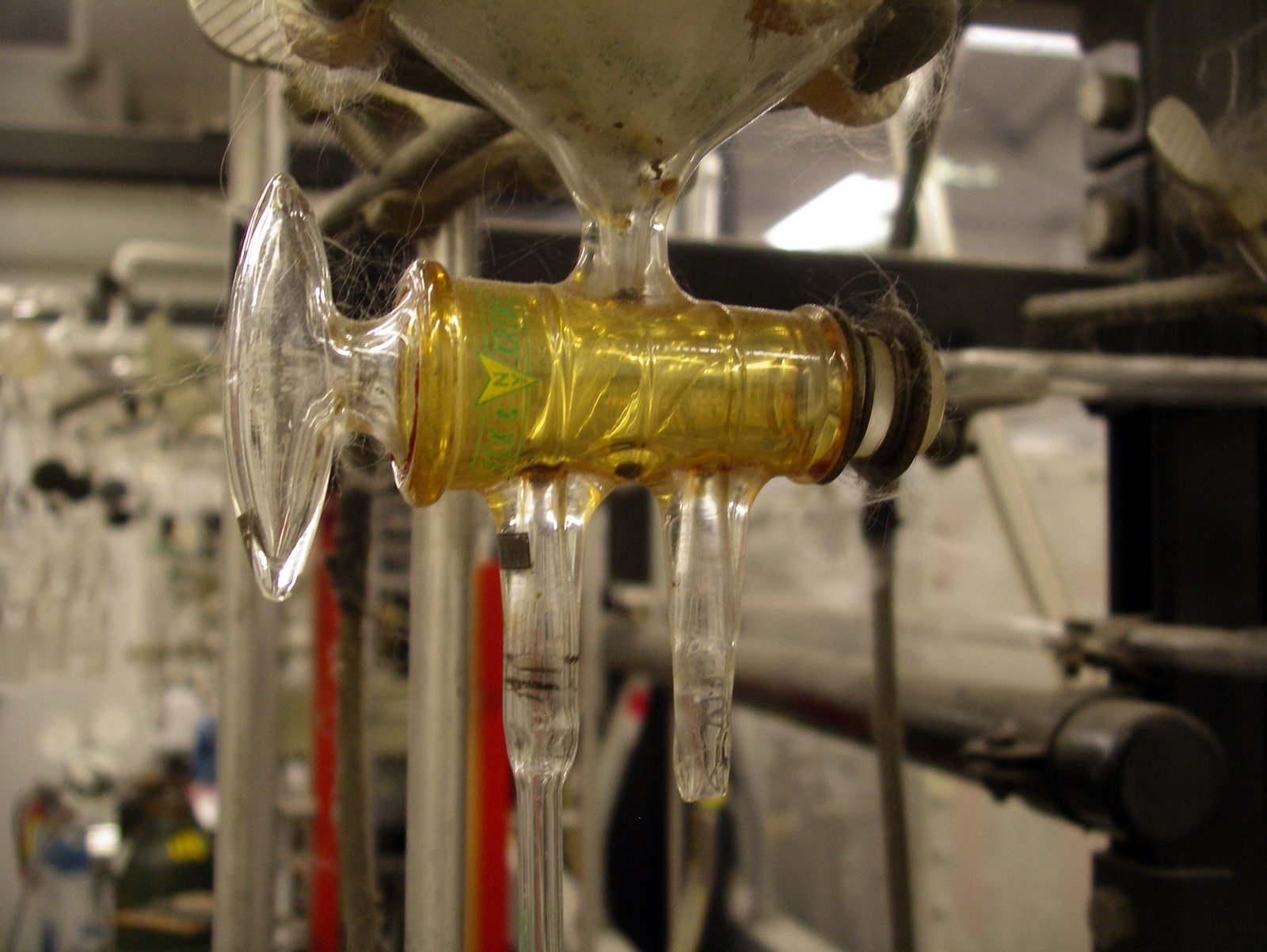
Llave de paso de tres vías.
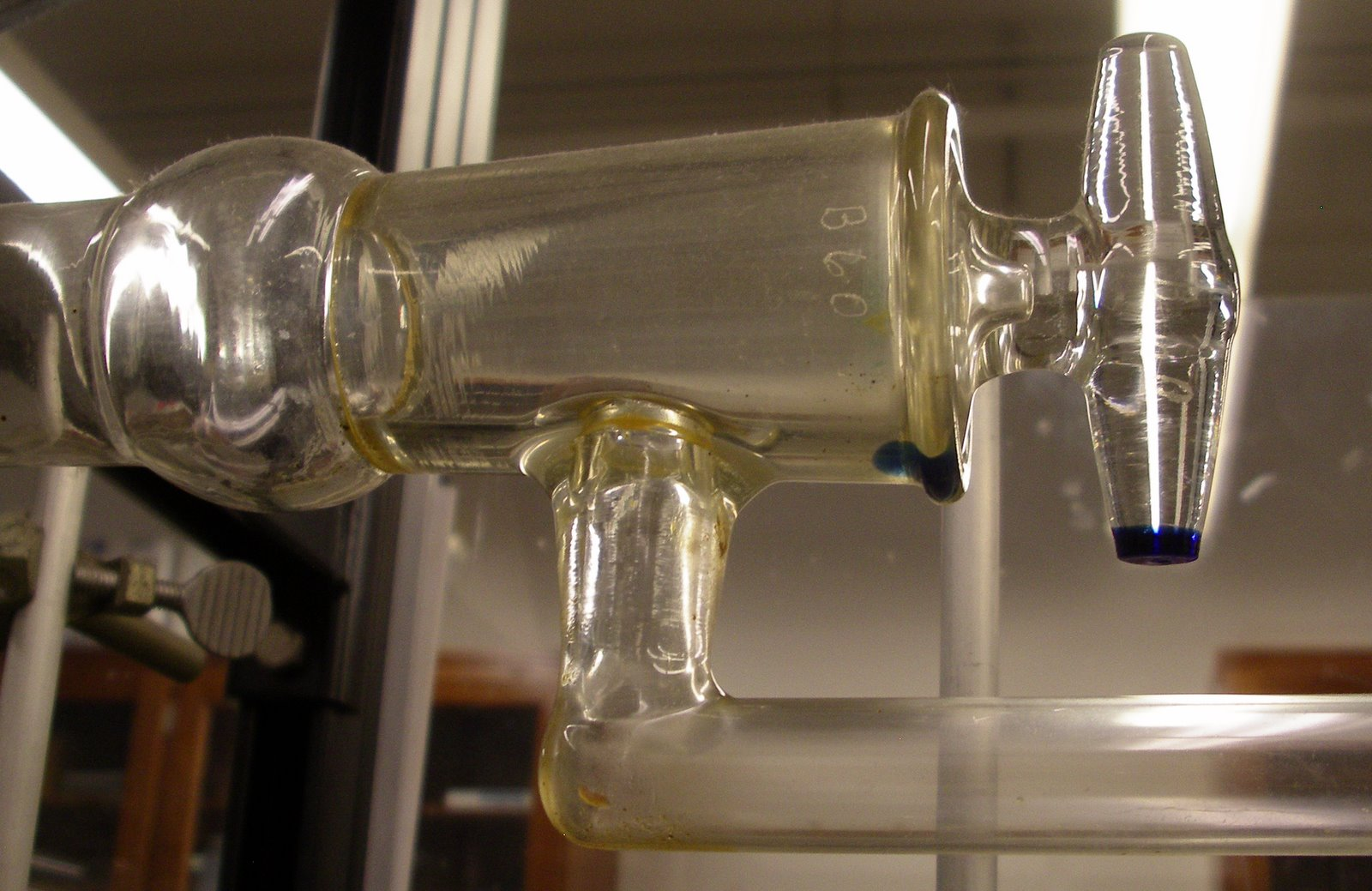
Llave de paso de dos vías, en una línea de vacío.
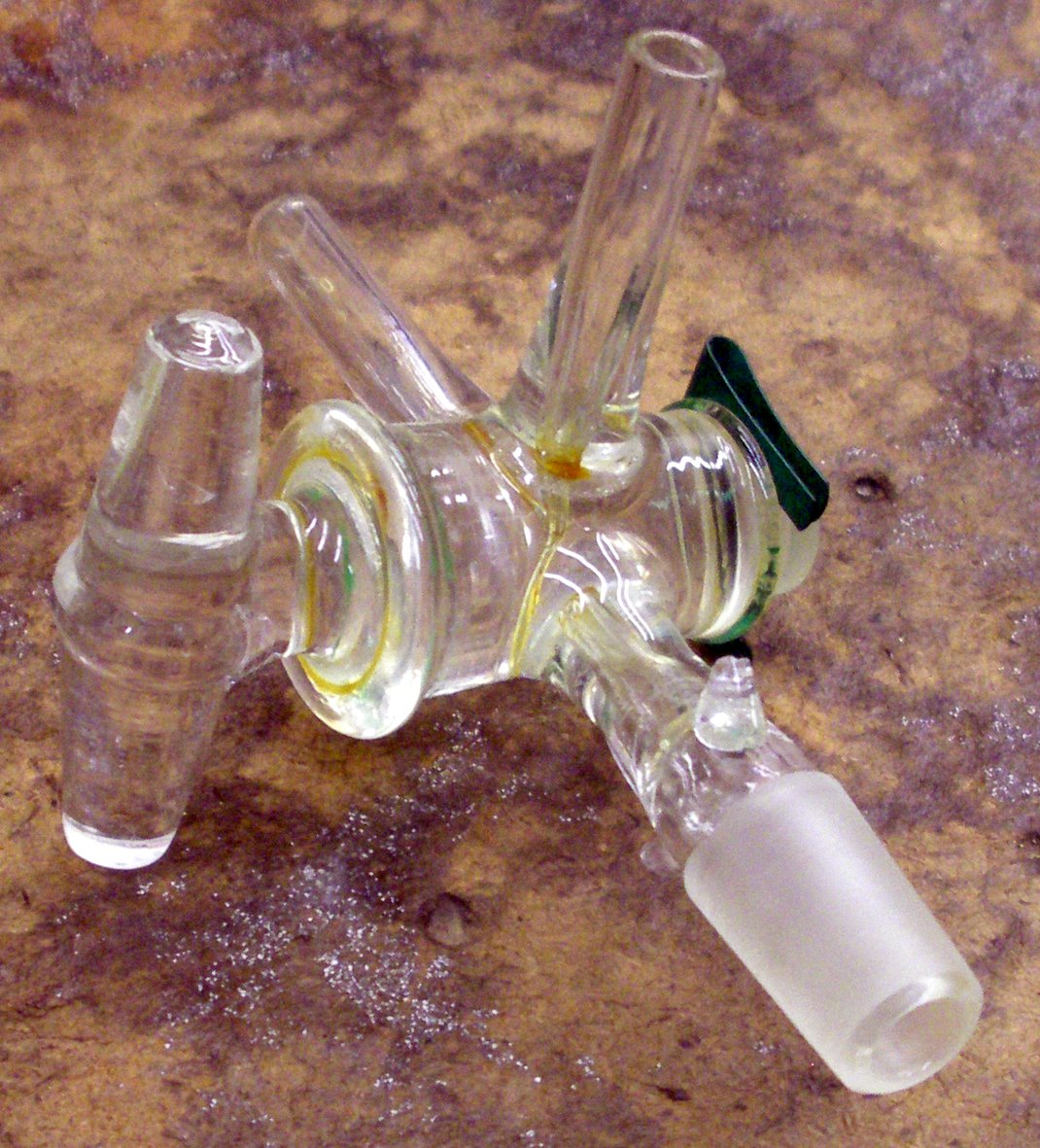
Otra llave de paso de tres vías, mostrando la grasa entre las piezas de vidrio.
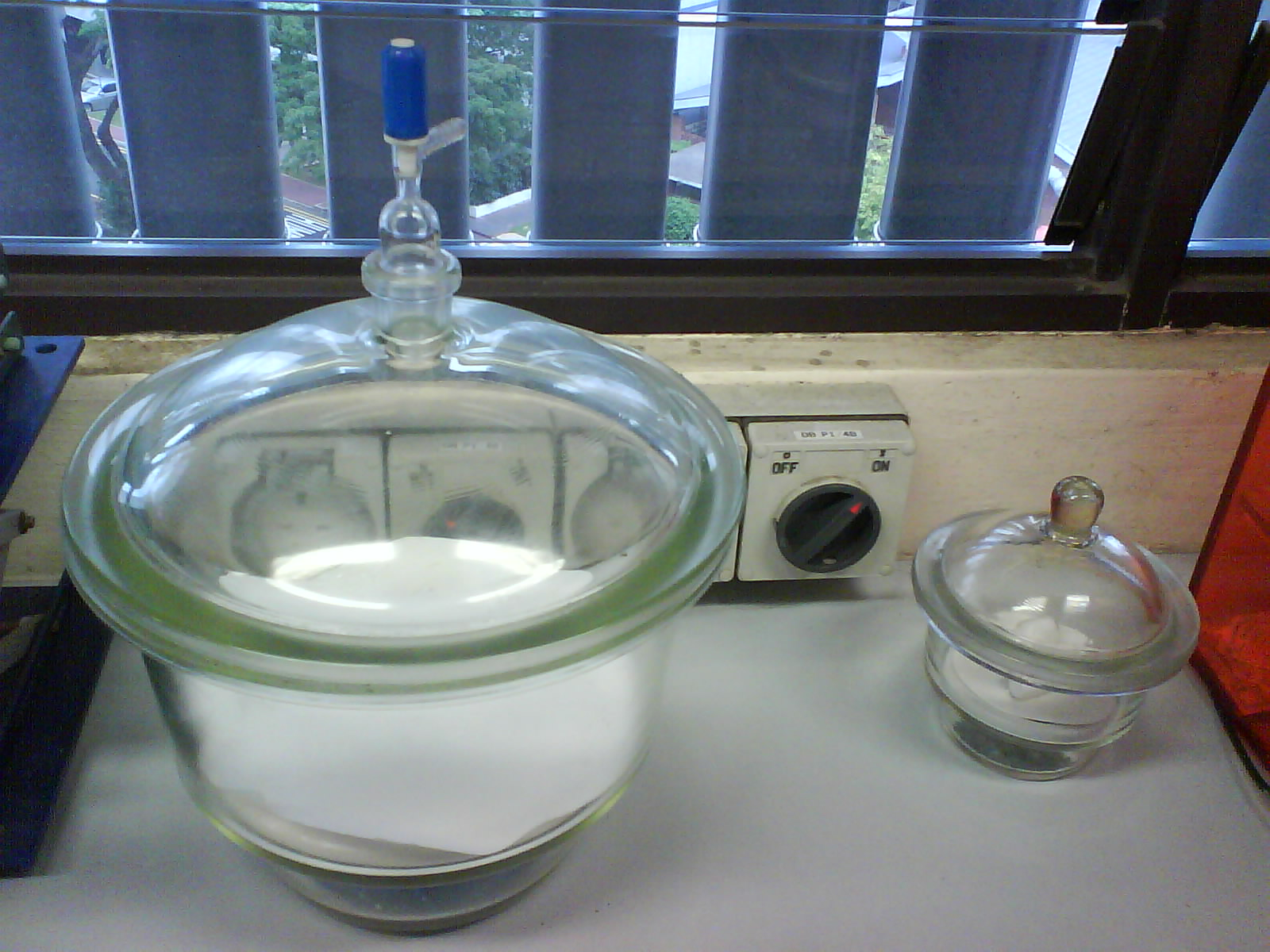
Grifo de cierre en la tapa de un desecador al vacío.